# Kowalikowa Góra
Kowalikowa Góra – wzgórze o wysokości 420,5 m n.p.m., położona na Wyżynie Olkuskiej na zachód od miejscowości Karniowice w powiecie chrzanowskim.